# Sex Rules
«Sex Rules» — en español: «Reglas Sexuales» — es el primer sencillo del EP debut As If de la cantante estadounidense Sky Ferreira lanzado en formato EP, la canción contiene ritmos electropop y dance-pop con influencias de la música disco y tiene un sonido más pop a diferencia de sus sencillos anteriores. Fue producida por Greg Kurstin y escrita por el mismo en compañía de Sky Ferreira, Billy Steinberg y Daniel Luttrell.
El sencillo fue publicado mediante Descarga digital en iTunes el 1 de marzo de 2011 en Estados Unidos por Capitol Records.

## Recepción comercial
Debido a que «Sex Rules» sólo fue lanzada mediante descarga digital, no obtuvo los resultados esperados, por lo que el sello discográfico decidió no seguir promocionándolo, "Sex Rules" también sirvió como el tema oficial de la campaña de CK One de Calvin Klein, en el que Ferreira es la protagonista de estos anuncios.

## Vídeo musical
Dado al bajo rendimiento del sencillo en Estados Unidos, el sello decidió lanzar mediante el canal de YouTube de Sky un vídeo promocional el cual muestra la letra de la canción en una forma didáctica, pero fue retirado un tiempo después.

## Formatos
| Descarga digital |                            |          |  |
| N.º              | Título                     | Duración |  |
| 1.               | «Sex Rules» (Main Version) | 02:45    |  |